# Royal Canin

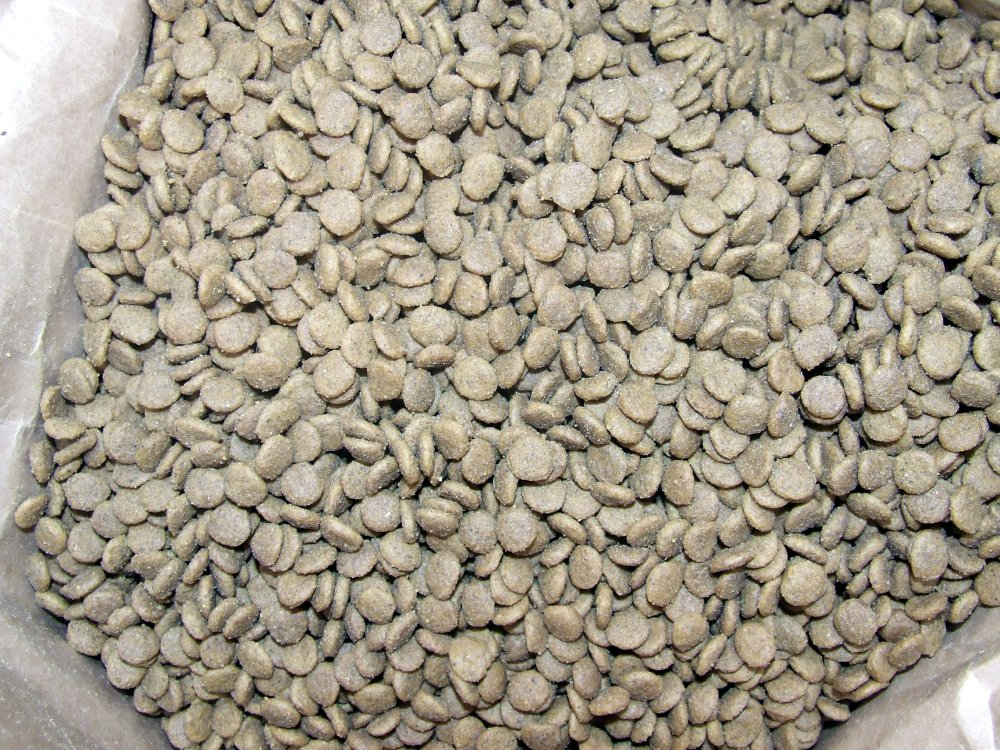
Royal Canin Medium Junior

Royal Canin este o marcă de mâncare pentru pisici și câini produsă și distribuită la nivel mondial de către compania americană Mars, Incorporated. Ea se găsește în lanțuri de magazine și în farmaciile veterinare.
Compania a fost fondată de veterinarul francez Jean Cathary în 1967 la Gard, Franța, producând primele produse în garajul său.

## Legături externe
- Site oficial